# Moya (Las Palmas)
Moya település Spanyolországban, Las Palmas tartományban. Moya Arucas, Firgas, Valleseco, Tejeda, Artenara, Gáldar és Santa María de Guía de Gran Canaria községekkel határos. Lakosainak száma 7987 fő (2024).

## Népesség
A település népessége az elmúlt években az alábbi módon változott:
| Lakosok száma | 8594 | 7825 | 7974 | 8054 | 8042 | 7869 | 7792 | 7696 | 7870 | 7987 |
|               | 2001 | 2004 | 2007 | 2009 | 2012 | 2014 | 2017 | 2019 | 2022 | 2024 |